# Pitulații Noi
Pitulații Noi – wieś w Rumunii, w okręgu Braiła, w gminie Scorțaru Nou. W 2011 roku liczyła 363 mieszkańców.